# Ананд, Анита
Анита Ананд (англ. Anita Anand; род. 1967, Кентвилл, Новая Шотландия) — канадский политический и государственный деятель, член Палаты общин Канады от Либеральной партии, министр иностранных дел (с 2025).
В прошлом — министр транспорта и внутренней торговли (2024—2025), председатель совета Государственного казначейства (2023—2024), министр национальной обороны Канады (2021—2023), министр общественных работ и закупки Канады (2019—2021), министр инноваций, науки и промышленности (2025).

## Биография
Анита Ананд родилась в Кентвилле в провинции Новая Шотландия в 1967 году. Её родители оба были врачами. Ананд имеет четыре учёных степени: степень бакалавра искусств в области политических исследований Университета Куинс, степень бакалавра искусств в области юриспруденции Оксфордского университета, степень бакалавра права Университета Дэлхаузи и степень магистра права университета Торонто.
Ананд занимала академические должности в Йельском университете, Университете Куинс в Кингстоне, Университете Западного Онтарио. До старта своей политической карьеры Ананд была профессором права в университете Торонто.
22 ноября 2019 года Анита Ананд была приведена к присяге в качестве члена федерального парламента от избирательного округа Оквилл в Онтарио. Затем была назначена на пост министра общественных работ и закупки.
26 октября 2021 года Анита Ананд была приведена к присяге в качестве министра национальной обороны Канады. Является второй женщиной в истории Канады, получившей этот пост, после Ким Кэмпбелл, которая возглавляла ведомство в 1993 году.
26 июля 2023 года в ходе серии кадровых перемещений в правительстве назначена председателем совета Государственного казначейства.
19 сентября 2024 года после отставки Пабло Родригеса перемещена в кресло министра транспорта.
20 декабря 2024 года премьер-министр Трюдо произвёл несколько кадровых перестановок в правительстве, в числе прочих мер назначив Аниту Ананд министром внутренней торговли при сохранении за ней портфеля министра транспорта.
14 марта 2025 года при формировании правительства Карни получила портфель министра инноваций, науки и промышленности.
13 мая 2025 года в ходе масштабных перестановок в Кабинете по итогам парламентских выборов Анита Ананд перемещена в кресло министра иностранных дел.

## Личная жизнь
У Аниты Ананд и её мужа Джона четверо детей.